# Uniwersytet Metropolitalny w Pradze
Uniwersytet Metropolitalny w Pradze (cz. Metropolitní univerzita Praha) – czeska uczelnia prywatna zlokalizowana w Pradze. Została założona w 2001 roku.